# Nova Topola
Nova Topola je naseljeno mjesto u sastavu općine Bosanska Gradiška, Republika Srpska, BiH.

## Povijest
Do Drugoga svjetskoga rata Nova Topola je bila naseljen većinom Nijemcima koji su iseljeni pred kraj rata. Dana 14. studenog 1941., naredbom je promijenjeno ime mjesta Nova Topola u Windhorst.

## Poznate osobe
- Ratko Grgić, župnik, mučenik vjere[2][3]

## Stanovništvo
| Nova Topola        |                |                |                |
| godina popisa      | 1991.          | 1981.          | 1971.          |
| Srbi               | 1.888 (86,17%) | 1.575 (76,08%) | 1.574 (85,12%) |
| Hrvati             | 92 (4,19%)     | 102 (4,92%)    | 142 (7,67%)    |
| Muslimani          | 11 (0,50%)     | 14 (0,67%)     | 31 (1,67%)     |
| Jugoslaveni        | 140 (6,38%)    | 314 (15,16%)   | 9 (0,48%)      |
| ostali i nepoznato | 60 (2,73%)     | 65 (3,14%)     | 93 (5,02%)     |
| ukupno             | 2.191          | 2.070          | 1.849          |

## Šport
- FK Lijevče Nova Topola

### Članci
- Samardžija, Marko. 2003. Promjene imena hrvatskih naseljenih mjesta od mjeseca travnja do kraja godine 1941. Folia onomastica Croatica. Filozofski fakultet Sveučilišta u Zagrebu. Zagreb.  (12/13): 425–432